# The Wonderful Story of Henry Sugar
The Wonderful Story of Henry Sugar (en español: La maravillosa historia de Henry Sugar) es un cortometraje de fantasía escrito y dirigido por Wes Anderson y protagonizado por Benedict Cumberbatch, Ralph Fiennes, Dev Patel, Ben Kingsley y Richard Ayoade. Basado en el cuento de 1977 del mismo nombre de Roald Dahl. Es la segunda adaptación cinematográfica de una obra de Dahl dirigida por Anderson, después de Fantastic Mr. Fox (2009).
La película es la primera de una serie de cortos de cuatro partes adaptados de los cuentos de Dahl, incluidos "The Swan", "The Ratcatcher" y "Poison". El desarrollo del proyecto comenzó en enero de 2022, con la mayor parte del elenco en el set de rodaje. La fotografía principal tuvo lugar en Londres ese mismo mes. Originalmente se informó que La maravillosa historia de Henry Sugar era un largometraje hasta que Anderson aclaró en junio de 2023 que sería una colección de cortometrajes. Fue estrenado en Netflix el 27 de septiembre de 2023.

## Sinopsis
Henry Sugar es el pseudónimo de un soltero avaro que utiliza su fortuna heredada para financiar sus hábitos de juego. Un día, se topa con un libro con el informe médico de Imdad Khan, un hombre que afirmaba que podía ver e interactuar sin usar los ojos. Después de ver a Imdad realizar hazañas aún mayores en su propio acto de circo, el médico entrevista a Imdad y este le cuenta la historia de su vida. Cuando era un joven fugitivo en un circo ambulante, buscó a un gurú conocido como El Gran Yogui, que podía meditar mientras levitaba su propio cuerpo. De mala gana, le enseñó su método de meditación, lo que le dio a Imdad sus habilidades, aunque murió durante la noche antes de que los médicos pudieran estudiarlo más a fondo.
Al practicar las meditaciones de Imdad durante tres años, Henry logra ver a través de las cartas. Henry usa estas habilidades en un casino y gana £ 30 000 en el blackjack. Insatisfecho con su facilidad para ganar dinero, los arroja desde su balcón a las calles de Londres. Como estuvo a punto de provocar un disturbio, la policía le sugiere que busque una forma de caridad más legal. Decide viajar por todo el mundo, ganar dinero con sus habilidades bajo diversos disfraces y establecer una red de hospitales y orfanatos exitosos. Dos décadas después, Henry muere a causa de una embolia pulmonar que sabía que le provocaría la muerte. Su contable encarga a Roald Dahl que escriba su historia bajo el seudónimo de Henry Sugar.

## Reparto
- Benedict Cumberbatch como Henry Sugar / Max Engelman
- Ralph Fiennes como Roald Dahl / El policía
- Dev Patel como Dr. Chatterjee / John Winston
- Ben Kingsley como Imdad Khan / Crupier
- Richard Ayoade como Dr. Marshall / El gran Yogi

## Producción
En septiembre de 2021, Netflix adquirió Roald Dahl Story Company por 686 millones de dólares. El proyecto The Wonderful Story of Henry Sugar se confirmó el 7 de enero de 2022, el día después de que se informara que Wes Anderson escribiría y dirigiría la adaptación cinematográfica, con Netflix como distribuidora. Se anunció que Benedict Cumberbatch interpretaría a Sugar, completando el reparto con Ralph Fiennes, Dev Patel y Ben Kingsley en papeles secundarios. Rupert Friend y Richard Ayoade se unieron más tarde al elenco. La fotografía principal tuvo lugar en Londres en enero de 2022.

## Lanzamiento
La maravillosa historia de Henry Sugar se estrenó fuera de competición en la 80º edición del Festival Internacional de Cine de Venecia el 1 de septiembre de 2023. Tuvo un estreno limitado en cines el 20 de septiembre, sólo en Nueva York y California. Inicialmente estaba programado para su lanzamiento en transmisión el 13 de octubre de 2023,  pero fue lanzado en Netflix el 27 de septiembre de 2023.

## Premios y nominaciones
| Premio        | Fecha               | Categoría          | Nominado(s)                 | Resultado | Ref.   |
| ------------- | ------------------- | ------------------ | --------------------------- | --------- | ------ |
| Premios Óscar | 10 de marzo de 2024 | Mejor cortometraje | Wes Anderson y Steven Rales | Ganador   | [ 13 ] |